# Folklore
Pour les articles homonymes, voir Folklore (homonymie).
 (avril 2015).
Si vous disposez d'ouvrages ou d'articles de référence ou si vous connaissez des sites web de qualité traitant du thème abordé ici, merci de compléter l'article en donnant les références utiles à sa vérifiabilité et en les liant à la section « Notes et références ».
 (décembre 2023).

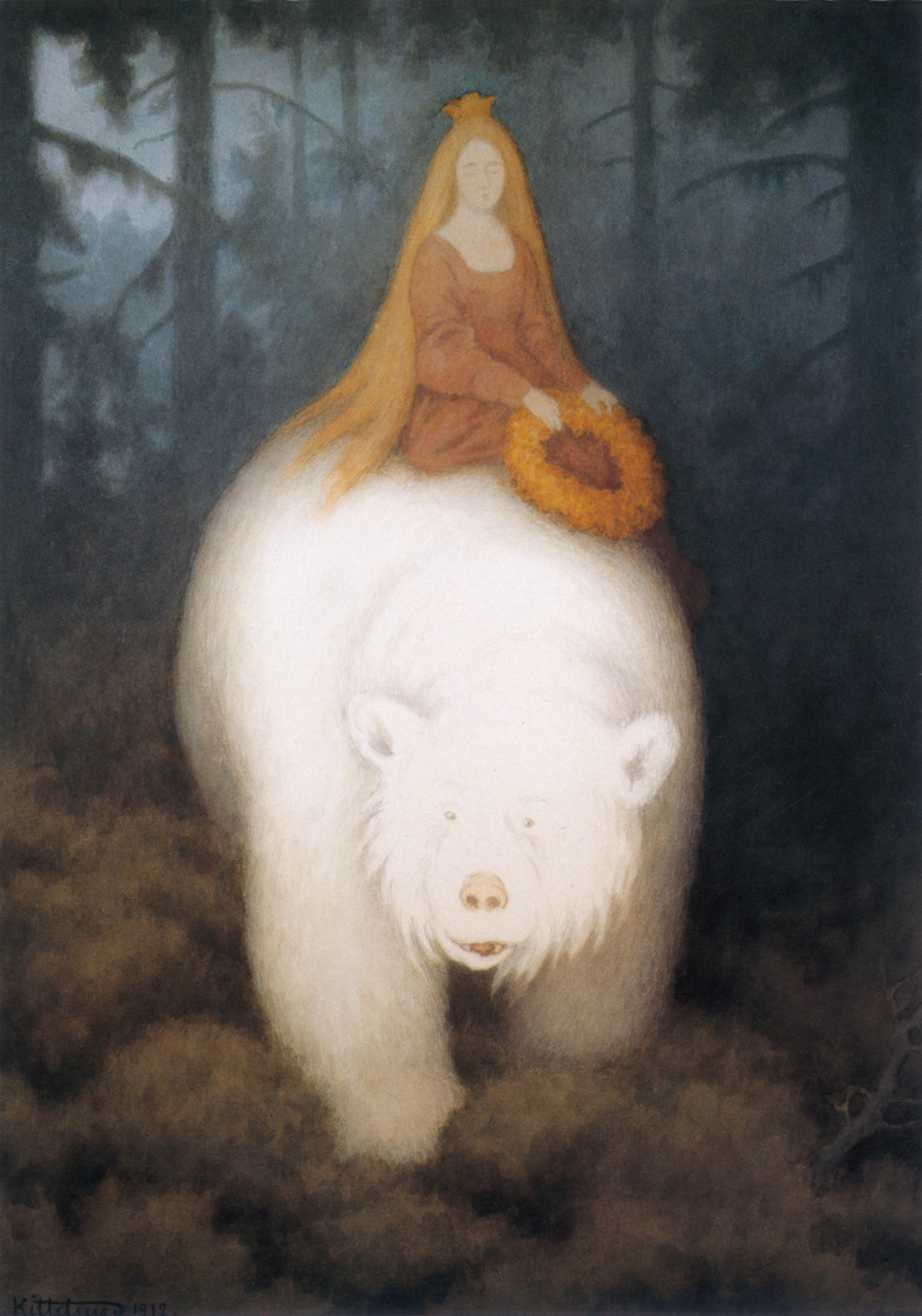
Theodor Kittelsen, L'ours-roi Valemon.

Le folklore (de l'anglais folk, peuple et lore, savoir) est l'ensemble des productions collectives émanant d'un peuple et se transmettant d'une génération à l'autre par voie orale et par imitation. Ces arts et traditions populaires comprennent la culture littéraire (contes, récits plus ou moins légendaires, chants, musiques et croyances), figurative (rites, costumes, danses, décors, représentations), et matérielle (habitation, outillage, techniques, instruments, etc.).
Ce domaine de la culture populaire est étudié par les folkloristes, qui ont une approche ethnologique ou muséographique.

## Histoire de l'étude du folklore

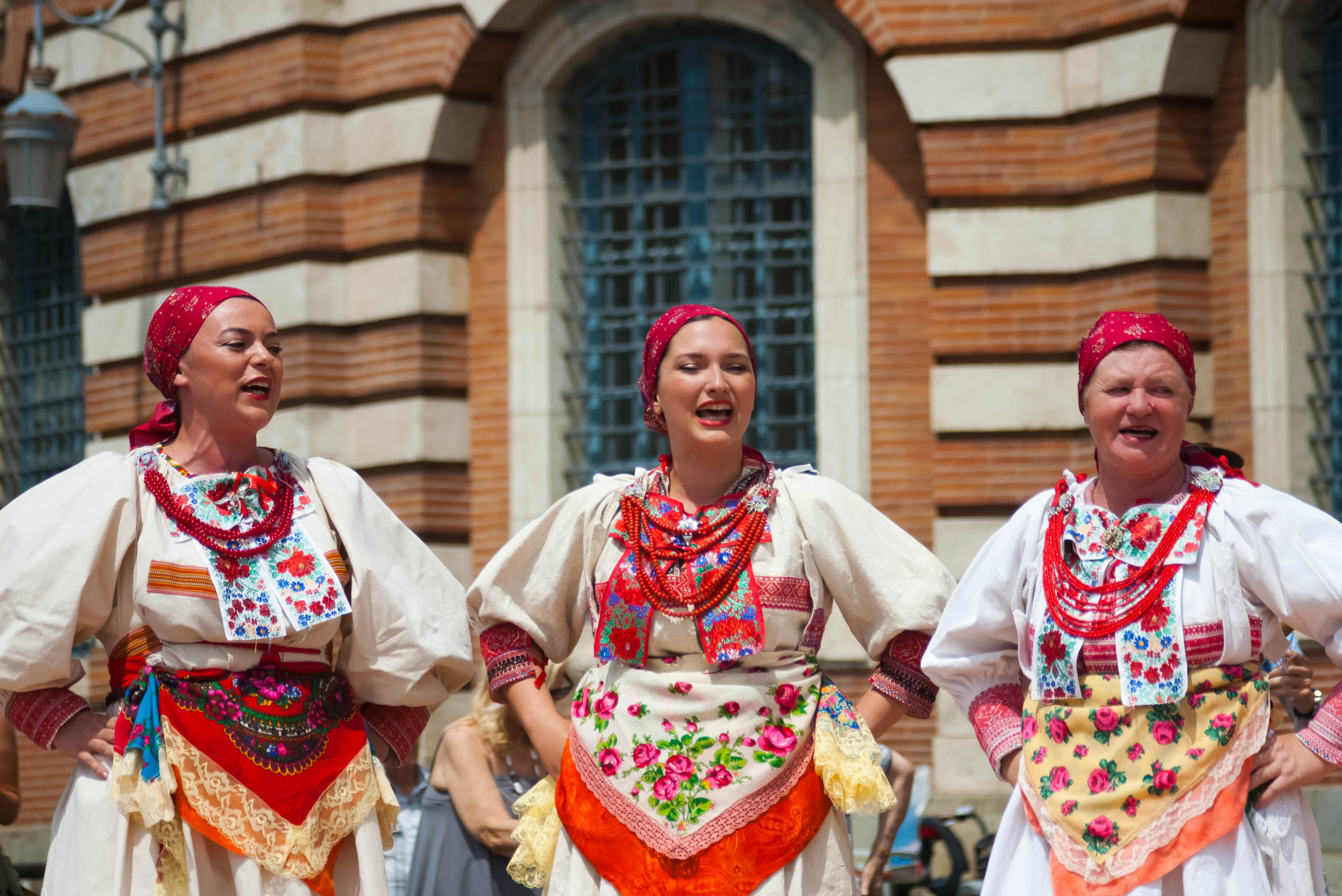
Danseuses de folklore croate lors d'un festival folklorique de Toulouse

L'intérêt pour le folklore se développe en Europe vers la fin du XVIIIe siècle, dans le contexte du nationalisme romantique et de l'émergence des nations européennes.
Pour Johann Gottfried von Herder, les classes paysannes sont tout à la fois les dépositaires, les véhicules et les gardiennes d'un « génie du peuple », qui s'est modelé par le contact des hommes avec la terre et le climat et qui s'est transmis d'une génération à l'autre, depuis l'Antiquité, dans la langue, notamment dans les productions langagières populaires de tradition orale, telles les épopées, les contes et les légendes. Dans une vision universaliste, Herder soutient que chaque peuple possède son « génie » unique et singulier, lequel apparaît comme le fondement par excellence du renouveau culturel qui doit permettre de réunifier les peuples germaniques. C'est sur les incitations de Herder que les frères Jacob et Wilhelm Grimm s'engagent, en pionniers, dans de vastes entreprises de collecte de traditions orales, devant mener à la découverte de l'essence de ce « génie du peuple », qu'on conçoit alors comme devant permettre de renouer avec le caractère authentique d'une culture nationale perdue par les élites.
Rapidement, l'initiative des frères Grimm sera imitée dans toute l'Europe (de l'Est et de l'Ouest) et dans les pays scandinaves. Dès le XIXe siècle, on entreprend de faire l'éducation du peuple à son propre folklore, lequel apparaît comme menacé de disparition sous les effets de la modernité et de l'urbanisation. Les démarches visant à la diffusion du folklore prennent la forme de véritables propagandes nationalistes, s'attachant essentiellement à faire ressortir l'originalité et les spécificités du folklore propres à chaque peuple, permettant de le distinguer des peuples voisins et de le rattacher à ceux que, dans le contexte de mise en place des identités nationales, on désigne comme ses lointains ancêtres.
Le génie du peuple devant se transmettre dans la langue, on comprend que la quête de celui-ci se restreindra d'abord uniquement aux faits de tradition orale. C'est vers le milieu du XIXe siècle que le domaine du folklore s'élargit et que les collecteurs commencent à s'intéresser également à différentes productions émanant des cultures populaires (croyances, médecine traditionnelle, costumes, arts, techniques) et dorénavant considérées comme relevant elles aussi du folklore.
Le terme « folklore » est introduit en 1846 par l'anglais William Thoms, en remplacement de l'ancienne formule « popular antiquities » ou de « popular literature ». Le terme est rapidement traduit de façon littérale dans les langues scandinaves, ainsi qu'en allemand, par l'expression « Volkskunde ». Le terme est repris tel quel en français, l'usage de l'expression « traditionnisme » proposée à la place du terme anglais ayant rapidement été abandonné. L'acception du terme dans les différentes langues varie suivant les auteurs, les régions et les époques. Pour certains, le folklore est le savoir que détient le peuple, alors que pour d'autres, c'est le savoir qu'on (les élites) possède sur le peuple, pris comme objet de connaissance. Souhaitant réconcilier les deux perspectives, certains ont proposé que le terme recouvre les deux acceptions.

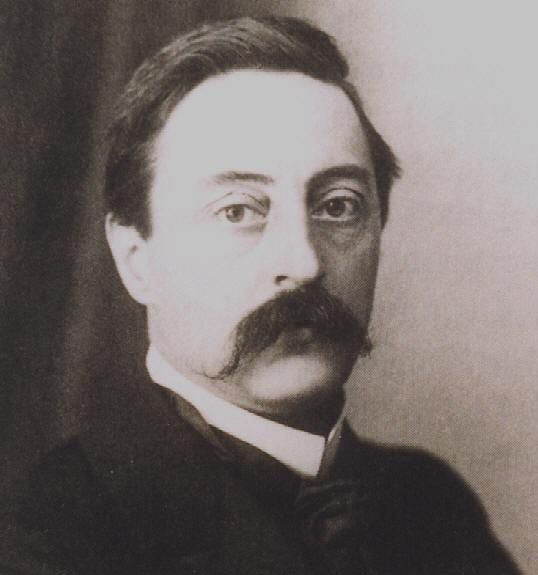
Arnold van Gennep, précurseur de l'étude scientifique du folklore

Arnold Van Gennep est le premier à développer, en France, une base méthodologique pour l'étude scientifique du folklore et à circonscrire plus précisément le domaine d'étude de ce qui devait être une nouvelle discipline, portant elle-même le nom de son objet (le folklore désigne alors la science du savoir populaire autant que le savoir populaire lui-même). Bien que Van Gennep reconnaisse que les productions folkloriques sont toujours d'abord le fait de créations individuelles, il suggère lui aussi, à l'instar de Herder, de les traiter comme des productions collectives, dans la mesure où elles ont largement été adoptées par le peuple et sont l'œuvre d'un auteur anonyme.
Bien que le folklore puisse contenir des éléments religieux ou mythiques, il relève pour l'essentiel de la vie quotidienne. Ésotérisme et vie pratique s'y combinent fréquemment en un même flot narratif. Il a été souvent combiné avec la mythologie, et vice versa, parce qu'on a présupposé qu'un récit ne relevant pas de la croyance dominante du temps ne pouvait avoir le même statut qu'elles. Ainsi, la religion romaine est qualifiée de « mythe » par le christianisme. De cette façon, le mythe et le folklore sont devenus des termes « fourre-tout » pour tous les récits qui ne correspondent pas à la structure dominante de croyance.
Le folklore revêt parfois une nature religieuse, comme c'est le cas dans les Mabinogion gallois ou dans la poésie scaldique islandaise. Plusieurs des contes dans la légende dorée de Jacques de Voragine incarnent également des éléments de folklore dans un contexte chrétien : des exemples d'une telle mythologie chrétienne sont les thèmes brodés autour de saint Georges ou de saint Christophe. Dans ce cas-ci, la désignation des récits comme faits de folklore est employée dans un sens quasi-péjoratif. Dans un même ordre d'idées, alors que les contes d'Odin ont une valeur religieuse pour leurs auteurs, comme ils ne s'adaptent pas dans une configuration chrétienne ils ne sont pas considérés comme « religieux », mais plutôt comme folkloriques.
D'autre part, le folklore peut être employé pour décrire exactement un récit figuratif qui n'a aucun contenu théologique ou religieux, mais concernant un savoir populaire utile. Ce savoir populaire peut ou non avoir des composantes fantastiques (tels que la magie, les êtres éthérés ou la personnification des objets inanimés). Ces légendes peuvent émerger d'une tradition religieuse, mais sont essentiellement séculaires. Hansel et Gretel est un exemple fort de cette limite ténue. Tandis que l'élément de la sorcellerie peut probablement contenir un sujet religieux sous-jacent, ou impliquer au moins une certaine origine euro-païenne (comme Margaret Murray ou Le Rameau d'or pourraient la décrire), on peut dire assez sûrement que le but du conte est principalement une instruction populaire concernant la sûreté de la forêt, aussi bien que secondairement il met en garde les familles nombreuses à propos des famines. Il y a une portée morale à cette œuvre, mais pas nécessairement une portée religieuse.
Le folklore occidental moderne a été défini par quelques chercheurs comme celui des légendes urbaines et par la théorie du complot. Hansel et Gretel revivent aujourd'hui dans le Projet Blair Witch.

## Folklore par pays

### En Europe
- Folklore français

Le folklore des terroirs de France a été exploré dès le XIXe siècle, notamment par Paul Sébillot (Bretagne), le révérend Wentworth Webster (Pays basque), Henri Carnoy (Picardie), Angelika Merkelbach-Pinck (Moselle), Albert Meyrac (Ardennes), Frédéric Mistral (Provence), Achille Millien (Nivernais), Auguste et Adolf Stoeber (Alsace), etc.
Au XXe siècle : Arnold Van Gennep (Auvergne, Alpes, etc.), et, de manière tardive et peu scientifique, Claude Seignolle (Hurepoix, Berry, Vosges, Sologne, Périgord, Provence, etc.), Gérard Leser (Alsace), Jean Peyresblanques (Landes), Bernard Coussée (Nord), Jean Drouillet (Nivernais), Gérard Boutet (France en général), Roger Maudhuy (Grand Est, Ardennes belges, Normandie, Limousin, etc.), Fabienne Maestracci (Corse), Jacques E. Merceron (culte des saints), Daniel Bernard (Berry), etc.
- Folklore germanique
- Folklore allemand
- Folklore anglais
- Folklore scandinave
- Folklore danois
- Folklore suédois
- Folklore norvégien
- Folklore islandais
- Folklore suisse
- Folklore britannique : anglais, irlandais
- Folklore belge

### Aux Amériques
- Folklore américain
- Folklore brésilien
- Folklore québécois
- Folklore canadien
- Folklore colombien
- Folklore guyanais
- Folklore haïtien
- Folklore mexicain

## Festivals
De nombreux festivals de folklore sont créés en Europe et plus particulièrement en France durant la seconde moitié du XXe siècle, dans un contexte d'exode rural dont résulte une volonté de préserver les musiques et danses traditionnelles locales, et d'ouverture du monde (transports, télécommunications) qui facilite les échanges entre pays et la découverte de coutumes traditionnelles étrangères. En 1970, le Conseil international des organisations de festivals de folklore et d'arts traditionnels est créé en marge du Festival de Confolens, afin de tisser des liens entre festivals du monde et de labelliser et faciliter le déplacement de groupes folkloriques, et par ces échanges, de créer une fraternité servant la cause de la paix. Cette ONG en relations formelles avec l'UNESCO rassemble 250 festivals dans 90 pays et appuie 50 000 artistes amateurs chaque année.

## Élargissement de la notion
Dans son recueil de nouvelles Folklore (éditions La P'tite Hélène, 2017), Charles Duttine élargit la notion de folklore et montre avec différents personnages que les anciens mythes sont toujours présents. La tradition perdure et se voit de ce fait dynamisée. En chaque personnage bougent encore des figures légendaires comme celles d'Eurydice, d'Erostrate, de Saturne, de Médée ou autres. C'est une façon de prouver que le folklore n'est pas synonyme de passéisme mais reste toujours vivant.